# Haworthia retusa
Haworthia retusa es una especie de planta suculenta perteneciente a la familia Xanthorrhoeaceae. Es originaria de Sudáfrica.

## Descripción
Es una planta suculenta perennifolia con tallo corto, con 10-15 hojas dispuestas en una roseta, son deltoides, muy recurvadas, de 1 a 4 cm de largo, 2 cm de ancho, de color verde pálido, suave en ambas superficies, marcado en la mitad superior con líneas verticales, cuspidadas en la punta, redondeada en la espalda. La inflorescencia con pedúnculo simple; en forma de racimo laxo, de 12 cm de largo, pedicelos muy cortos, y brácteas pequeñas, deltoides.

## Distribución
Esta especie tiene un área de distribución natural reducida, siendo autóctona en un área alrededor de Riversdale, Provincia del Cabo Occidental, Sudáfrica. Aquí crece desde Bredasdorp a Mosselbaai.
Su hábitat natural son las colinas más bajas y el terrenos más planos. Su pariente cercano, Haworthia turgida, habita el terreno más escarpado, rocoso y montañoso del norte. Es una tendencia que los alooides se adapten a los acantilados rocosos escarpados volviéndose más pequeños y prolíficos/agrupados. Este parece ser el caso de H. turgida. Como las dos especies son extremadamente similares y nunca se superponen en la distribución, es probable que H. turgida es simplemente la forma montañosa de H. retusa.

## Taxonomía
Haworthia retusa fue descrita por (Linneo) Duval y publicado en  Pl. Succ. Horto Alencon. 7, en el año 1809.
Variedades aceptadas
- Haworthia retusa var. retusa

Sinonimia
- Aloe retusa L.
- Apicra retusa (L.) Willd.
- Catevala retusa (L.) Medik.[6]